# 普通鱗傘
普通鱗傘（學名：Pholiota communis）是一種鱗傘屬真菌，分佈於澳大利亞東南部。這種褐色小蘑菇通常會於秋季和冬季在松樹和桉樹的植物凋落物上出現。

## 分類

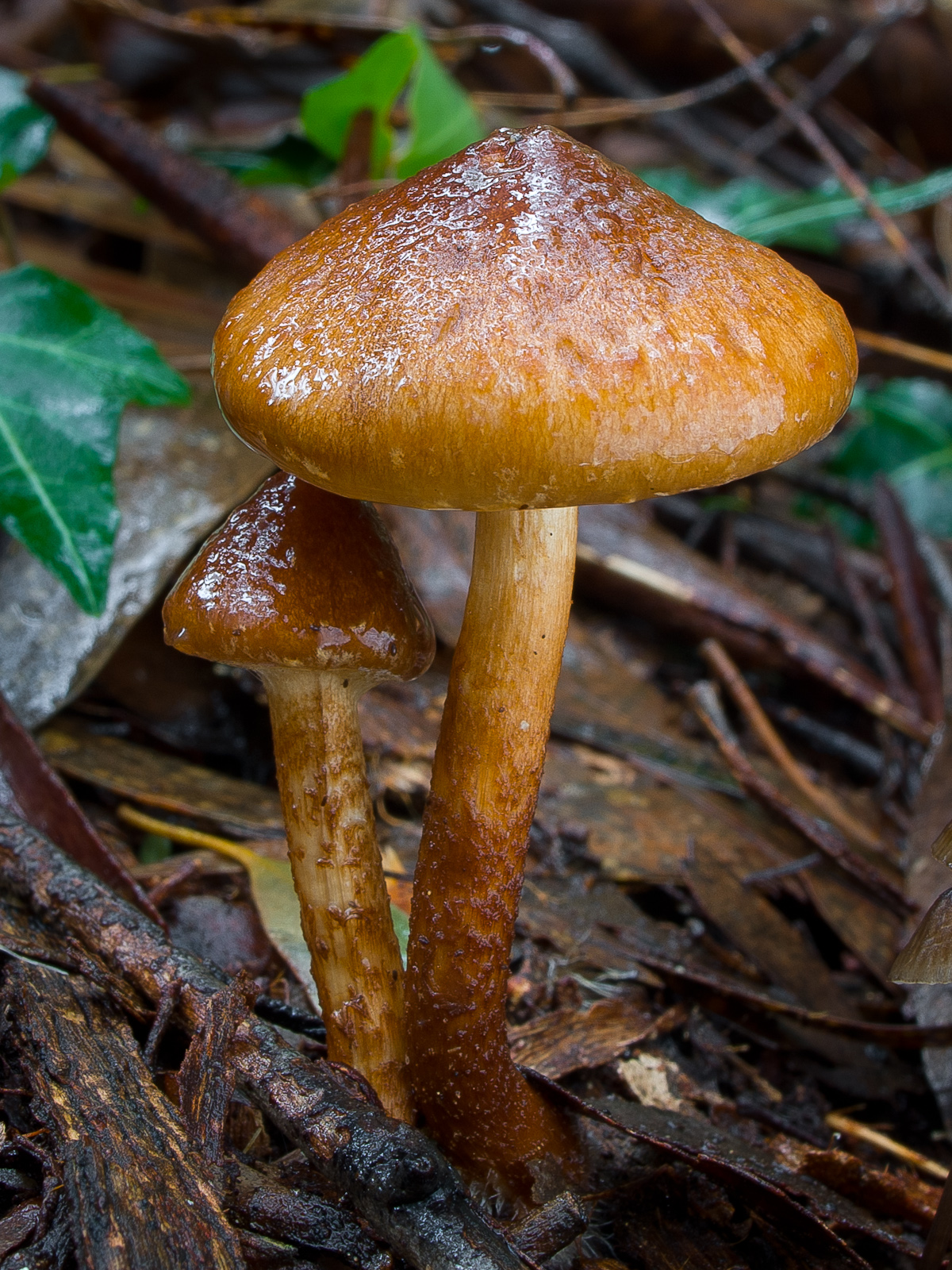
年輕的普通鱗傘有著一個具粘性的菌蓋

普通鱗傘最早是由澳大利亞著名的博物學家約翰·伯頓·克萊蘭和澳大利亞植物學家埃德溫·切爾於1918年描述的，其學名為加利福尼亚火菇普通變種（Flammula californica var. communis）。於1997年，澳大利亞真菌學家謝麗爾·格爾古里諾維奇（Cheryl Grgurinovic）將這種真菌的學名改為現名。其學名源自拉丁文形容詞，意思是「普通」。

## 描述
普通鱗傘的菌蓋呈橙褐色，直徑最大達7.5 cm（3.0英寸），年輕時形狀為凸面狀，隨著年齡增加會逐漸變平。菌蓋上有著棕色的扁平鱗片，年輕時具粘性，但隨著年齡增加會逐漸變乾。其菌褶起初呈明亮的黃色，但顏色會逐漸變成暗淡的棕褐色。其菌柄的下半部有著棕色的鱗片。其孢子印呈咖啡色，而呈橢圓形狀的擔孢子大小則為8.5 x 5.5微米。其菌肉並沒有任何味道。

## 分佈及生境
普通鱗傘通常會在四月至七月期間出現，且廣泛地分佈於澳大利亞東南部。南澳大利亞的崇高山山脈、吉埔森林、貝克谷、英曼谷和巴拉瑞德，以及新南威爾士州和維多利亞州均有這種真菌出現的紀錄。
這種真菌的棲息地主要為桉樹和松樹林，且它們是以團生或叢生的形式出現。這種真菌大多在枯枝落葉上成群結隊地生長，而部份則會在樹幹上生長。這種真菌主要在澳大利亞橡樹和黃橡膠樹附近出現。